# Імам Хатіп Лісесі (станція метро)
41°00′57″ пн. ш. 29°09′06″ сх. д. / 41.015957656912° пн. ш. 29.151777151981° сх. д.
Імам Хатіп Лісесі (тур. İmam Hatip Lisesi) — станція лінії М5 Стамбульського метро в Умраніє
. 
Відкрита 21 жовтня 2018 року разом з іншими станціями у черзі Яманевлер - Чекмекьой.

Розташована під проспектом Алемдаг у кварталі Адем Явуз, Умраніє.
Конструкція — станція закритого типу мілкого закладення, має острівну платформу та дві колії.